# Mellecey
Mellecey is een gemeente in het Franse departement Saône-et-Loire (regio Bourgogne-Franche-Comté). De plaats maakt deel uit van het arrondissement Chalon-sur-Saône. In het tot de gemeente behorende dorp Germolles bevindt zich het Kasteel van Germolles, een vroeger paleis van de Bourgondische hertogen. Mellecey telde op 1 januari 2022 1.311 inwoners.

## Geografie
De oppervlakte van Mellecey bedroeg op 1 januari 2022 14,23 vierkante kilometer; de bevolkingsdichtheid was toen 92,1 inwoners per km².

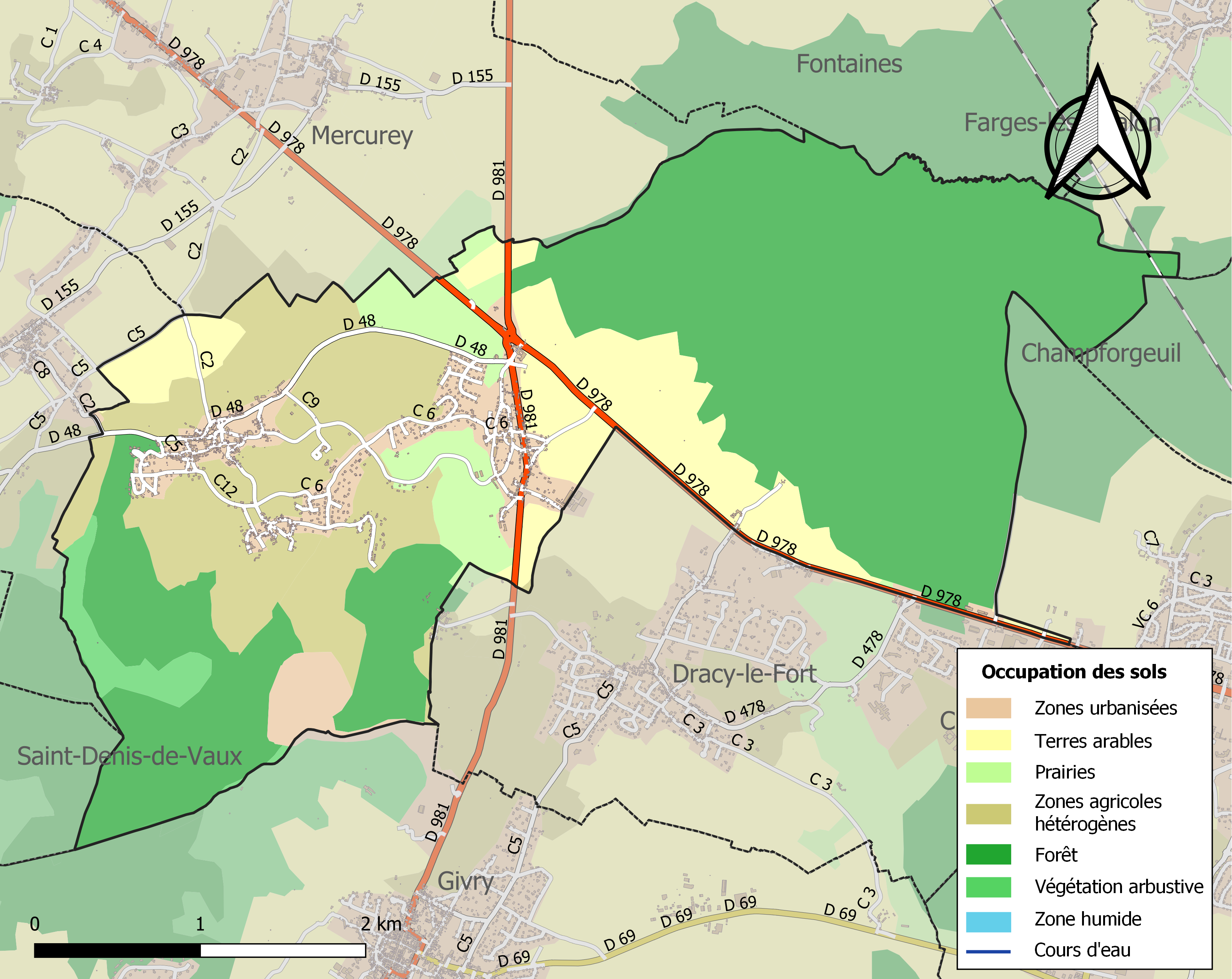
Kaart van de gemeente met de belangrijkste infrastructuur, bodemgebruik en omliggende gemeenten

## Demografie
Onderstaande figuur toont het verloop van het inwonertal (bron: INSEE-tellingen).